# Partito dei Nazionalisti Svizzeri
Il Partito dei Nazionalisti Svizzeri (in tedesco Partei National Orientierter Schweizer, PNOS; in francese Parti nationaliste suisse) è un partito d'estrema destra svizzera.

## Storia
Il partito fu fondato nel 2000 da due estremisti di destra, Jonas Gysin e Sacha Kunz, e si basa su un'ideologia populista-nazionalista. Sascha Kunz fu il presidente del partito fino a fine estate 2003; da allora il partito è diretto da Florian Gerber. Nell'ottobre 2004 il partito è stato eletto nel consiglio comunale di Langenthal e nell'aprile 2005 nel consiglio comunale di Günsberg. Da allora, il partito ha partecipato a varie elezioni, l'ultima volta nell'ottobre 2019 alle elezioni nazionali e del Consiglio degli Stati, ma senza successo. 
Il PNOS non ha seggi nei parlamenti cantonali.

## Ideologia
Si definisce come il partito del nazionalismo moderno e il protettore dei valori culturali e tradizionali svizzeri. È a favore di una separazione chiara tra politica ed economia e afferma di avere tutte le risposte alle domande più importanti per una riorganizzazione dello Stato, per uno Stato più vicino alla volontà popolare, nel quale il popolo svizzero potrà vivere e prosperare, libero dalla globalizzazione, dal capitalismo, dalla distruzione del modello famigliare cristiano, ecc.

## Distribuzione
Il Partito dei nazionalisti svizzeri è presente nel nord ovest della Svizzera. Secondo il sito web del partito esistono più sezioni: nel canton Argovia, nel canton Berna, nel canton Friburgo e nel canton Soletta, nonché una sezione locale a Langenthal.
Tra i membri del partito, che si stimano in circa 13 000, vi è Philippe Brennenstuhl.

## Sezione femminile, il KNA
Dal 2007, parallelamente al PNOS, si è formata un'associazione nazionalista femminile in difesa dei valori della famiglia, la Kampfbund Nationaler Aktivistinnen (KNA), con responsabile Denise Friederich in un'ottica di anti-femminismo associato al capitalismo.
Milita per un salario equivalente per la donna che alleva bambini.

## Pubblicazioni
Le PNOS pubblica il mensile Der Zeitgeist.